# 十村站
十村站（日语：／ Tomura eki */?）是位於福井縣三方上中郡若狹町井崎37番17號，西日本旅客鐵道（JR西日本）的小濱線車站。

## 歷史
- 1917年（大正6年）12月15日 - 小濱線敦賀站至此站之間開通，此站啟用。為旅客和貨物車站。車站名稱取自當時的自治體名（三方郡十村（日语：十村））。
- 1918年（大正7年）11月10日 - 小濱線此站至小濱站之間開通。
- 1961年（昭和36年）3月1日 - 此站結束貨物起卸業務。
- 1973年（昭和48年）3月15日 - 售票、檢票業務停止，旅客業務無人化。但是運輸要員繼續設有職員。
- 1986年（昭和61年）
  - 再次開始發售近距離乘車票服務。
  - 11月1日 - 隨著小濱線引入特殊自動閉塞，運輸業務無人化。售票近距離乘車票的服務繼續。
- 1987年（昭和62年）4月1日 - 伴隨國鐵分割民營化，車站由西日本旅客鐵道（JR西日本）營運。
- 1991年（平成3年）4月1日 - 成為無人車站。

## 車站構造
車站是一座地面車站，設有1面2線的島式月台，可進行列車交會。車站兩方的轉轍器都是Y字形分支，進站時的速度限制為50km/h。車站大樓與月台之間設有站內平交速連接。月台西邊設有1條留置線，現時沒有任何用途。從前此站是快速通過站。但是在2007年時間表修正起的2年內的快速列車均停此站。
此站是由敦賀地域鐵道部管理的無人車站。曾經在車站大樓內設有自動售票機，現時已經撤走。車站大樓內設有廁所。

### 月台
| 月台 | 路線    | 上下行 | 方向             |
| ---- | ------- | ------ | ---------------- |
| 1    | ■小濱線 | 下行   | 敦賀方向         |
| 2    | ■小濱線 | 上行   | 小濱、東舞鶴方向 |

- 關於此站接近警告機與進站音樂，下行月台採用了「村之鍛冶屋（日语：村の鍛冶屋）」。但是上行月台有列車進站時，只會響起來自站內平交道的警告機。

## 使用狀況
根據「福井縣統計年鑑」，在2018年（平成30年）度1日平均乘車人次為66人。
以下各為年度1日平均乘車人次列表：
| 年度   | 1日平均 乘車人次 |
| ------ | ---------------- |
| 1997年 | 161              |
| 1998年 | 160              |
| 1999年 | 133              |
| 2000年 | 121              |
| 2001年 | 108              |
| 2002年 | 114              |
| 2003年 | 116              |
| 2004年 | 116              |
| 2005年 | 124              |
| 2006年 | 153              |
| 2007年 | 148              |
| 2008年 | 142              |
| 2009年 | 129              |
| 2010年 | 100              |
| 2011年 | 92               |
| 2012年 | 93               |
| 2013年 | 95               |
| 2014年 | 83               |
| 2015年 | 76               |
| 2016年 | 69               |
| 2017年 | 70               |
| 2018年 | 66               |

## 車站周邊
- 福井縣道145號十村停車場線（日语：福井県道145号十村停車場線）
- 福井縣嶺南運輸者教育中心 - 南邊約2公里

## 相鄰車站
西日本旅客鐵道（JR西日本）
■小濱線
大鳥羽－十村－藤井
此站與藤井站之間的距離只有2.0公里，為小濱線內最短車站之間距離（而最長的車站距離是松尾寺站至東舞鶴站之間，兩者相距6.1公里。）

## 注腳
1. ↑  福井県統計年鑑 （页面存档备份，存于）（日語）
2. ↑   (PDF). 福井県.   [2020-05-10]. （原始内容 (PDF)存档于2021-11-03） （日语）.

## 外部連結
- 十村｜車站資訊：JR出門網 - 西日本旅客鐵道（日語）